# Sierra de Velasco

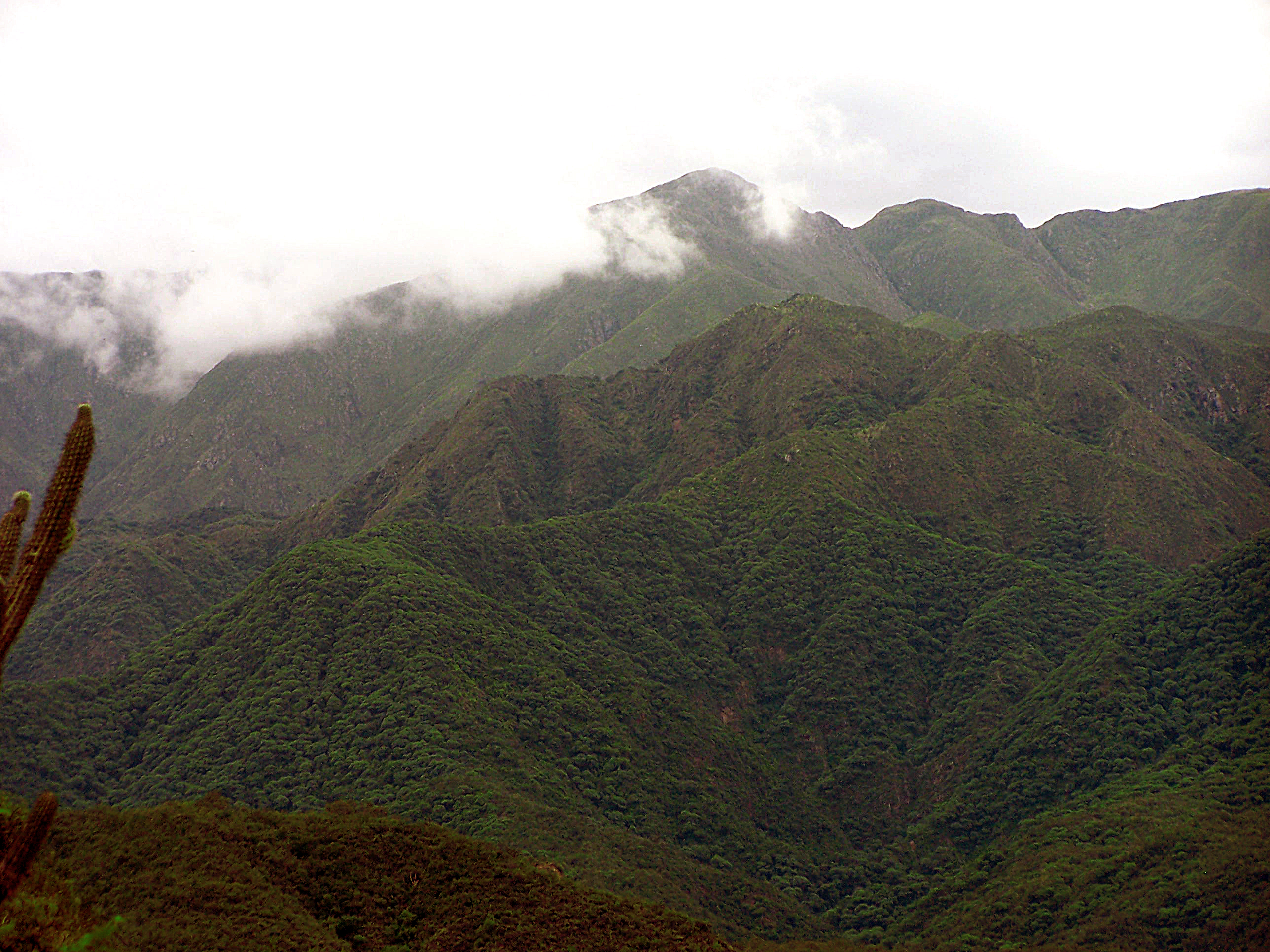
Sierra de Velazco Brazo occidental.

La Sierra de Velasco es una cadena montañosa ubicada en la provincia de La Rioja, Argentina. Forma parte del sistema de las Sierras Pampeanas y se extiende hacia el oeste de la provincia. Es conocida por su belleza natural y sus formaciones geológicas, además de ser un lugar importante para actividades como el senderismo y la observación de la flora y fauna local.
La sierra está compuesta principalmente por grantoides del periodo Ordovícico y granitodides y volcanitas de la era cenozoica
Este macizo separa los llanos de La Rioja del valle de Chilecito. Cerca de sus laderas se establecen las dos ciudades más importantes de la provincia, la capital riojana del mismo nombre y Chilecito.
Se divide en dos brazos.

## Localización
Se inicia en la provincia de La Rioja en Sanagasta, pasa por Aminga, por Aimogasta y atraviesa las localidades de Las Peñas, Agua Blanca, Pinchas, Chuquis, Anillaco, Los Molinos, Anjullón, Santa Vera Cruz, San Pedro se finaliza en Londres, Departamento de Belén, Provincia de Catamarca. Las Sierras de Velasco aparecen en las imágenes satelitales como una "Y" que se prolonga desde el Bajo de Santa Rosa de Patquía Hasta el límite con Catamarca. A la latitud de la ciudad de La Rioja se produce la birfucación que determina la existencia de los cordones oriental y occidental.

## Brazo Occidental
La ladera del lado oeste mide aproximadamente desde la intersección con la oriental 143 km donde finaliza cerca de la localidad de Alpasinche.
Con predominancia árida en ella nacen diversos ríos de escaso caudal, el más importante, el río Los Sauces que abastece de agua al dique del mismo nombre y a la ciudad de La Rioja. También da origen a vertientes y ríos que suministran las localidades de La costa Riojana como Huaco, Pinchas, Chuquis, Aminga, Anillaco, Los Molinos Anjullon, San Pedro y al río san Blas de lo sauces en el norte. 

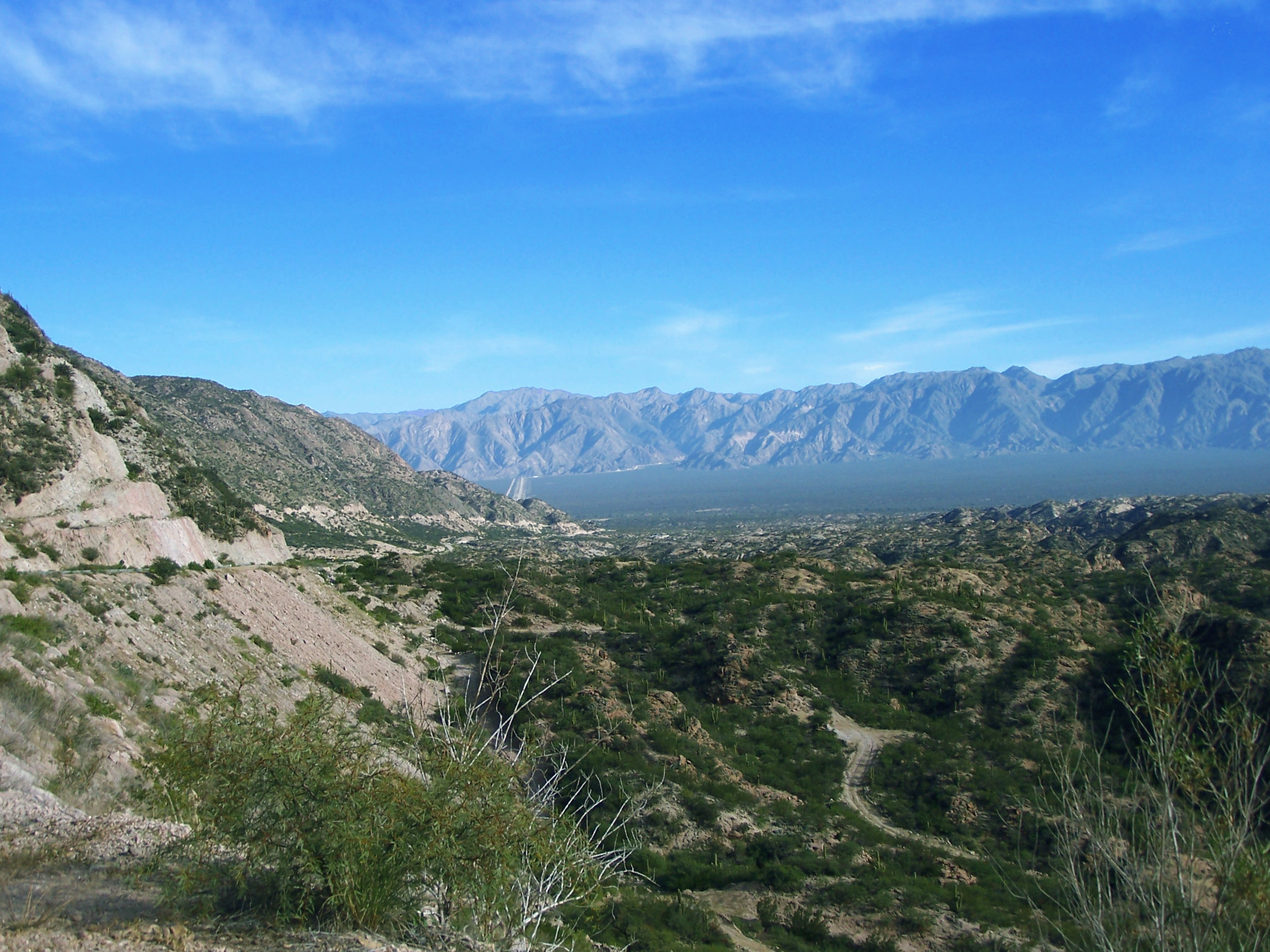
Sierra de Velasco en "La Costa".

En ella se encuentra la mayor altura de la sierra del Velasco con el macizo Morado, de 4.130 m s. n. m.

## Brazo Oriental
La ladera del lado este mide aproximadamente 133 km donde comienza a unos 19 km de la localidad de Patquia y finaliza en sierras de baja altura. Casi en la mitad de su extensión, la sierra corta su continuidad en una falla donde da lugar al río Los Sauces y forma la entrada al valle de Sanagasta y posteriormente a la costa.
Su falda oriental se caracteriza por ser húmeda y su occidental por ser árida, esto debido a que del lado este se condensa la humedad de los vientos húmedos, precisamente en esta región finaliza la región de las yungas, en ella crecen bosques de quebrachos, viscos, molles y espinillos.

## Geología
Desde principios del siglo XX numerosos autores estudiaron la Sierra de Velasco, siendo sus trabajos de índole regional. Entre ellos, Bodenbender (1911) realizó estudios geológicos en la parte meridional de la provincia de La Rioja, y al referirse a la Sierra de Velasco, menciona que “la falda oriental, en la quebrada de La Rioja, está conformada por filitas, mientras la pendiente occidental se compone de varias partes de gneis, o lo que es más probable de granito gnéisico”. En la parte central describe un macizo granítico que ocupa la mayor parte de la sierra. Estas observaciones han sido esencialmente confirmadas por trabajos recientes que se están llevando a cabo en el centro y norte de esta sierra.
Durante el período que se extiende desde el Cámbrico inferior tardío hasta el Ordovícico temprano se inició la subducción en el protomargen de Gondwana y el consecuente magmatismo de arco, evidenciado por los granitoides de arco descriptos en la sierra de Velasco (Lazarte 1987, 1991 y 1992). Tres Unidades Graníticas mayores fueron reconocidas en la Sierra de Velasco, que forman parte de la Zona Batolítica Central de las Sierras Pampeanas: los batolitos Aimogasta, Bazán y Patquía. El batolito Aimogasta de edad Carbónica inferior, comprende los plutones San Blas, Asha, Sanagasta, Huaco y La Costa, junto a otros cuerpos menores. El agrupamiento de estos plutones en el batolito Aimogasta fue determinado sobre la base de las relaciones geológicas de intrusividad con granitoides deformados de edad Ordovícica y cuyos contactos son a menudo fajas de protomilonitas a milonitas. Los plutones Huaco, Sanagasta y San Blas corresponden a granitos porfiroides, fuertemente diferenciados y con moderada a débil peraluminosidad; los dos primeros están relacionados con pegmatitas portadoras de elementos raros y el San Blas es un granito fértil, con greisenizaciones locales portadoras de estaño. El plutón Asha es un granito porfiroide poco diferenciado, entre tipo-I y débilmente peraluminoso. El plutón La Costa es un granito inequigranular, diferenciado, con alteración tardía consistente en albitización y muscovitización del microclino, cloritización y muscovitización de biotita y presencia de abundante turmalina. Muestra una peraluminosidad alta anómala, a consecuencia de dicha alteración. Las edades absolutas asignan al Carbónico inferior a los granitos San Blas, Asha, Huaco y Sanagasta. El granito La Costa no ha sido datado recientemente, pero existen mediciones K/Ar sobre micas que dan entre 330 a 343 Ma. Los plutones son tardíos- a post-tectónicos, emplazados a altos niveles en la corteza y responderían a un ambiente geotectónico relacionado con una probable convergencia oblicua con engrosamiento cortical, con cambios a un ambiente transicional de levantamiento y colapso extensional post-orogénico.